# Nederlands voetbalelftal op de Olympische Zomerspelen 1908
Het Nederlands voetbalelftal was een van de deelnemende landen op de Olympische Zomerspelen 1908 in Londen, Verenigd Koninkrijk. Het is de eerste deelname voor het land, en de eerste keer dat voetbal geen demonstratiesport meer is op de Olympische Spelen.

## Wedstrijden op de Olympische Zomerspelen
Het Nederlands Olympisch elftal speelde de eerste ronde tegen Hongarije. Deze wedstrijd werd echter afgelast omdat Hongarije zich terugtrok uit het toernooi, waardoor Nederland zijn eerste wedstrijd pas in de halve finale tegen het Brits olympisch elftal speelde. Deze wedstrijd werd met 4-0 verloren, waarna Nederland voor het brons mocht strijden tegen Zweden. Deze wedstrijd werd met 2-0 gewonnen, waardoor de derde plek een feit was.

### Halve finale
|                        |                         |         |           |                                                             |
| 22 oktober, 1908 12:00 | Groot-Brittannië        | 4–0     | Nederland | Londen Toeschouwers: 6.000 Scheidsrechter: John T. Howcroft |
| 22 oktober, 1908 12:00 | Stapley 37' 60' 64' 75' | Verslag |           | Londen Toeschouwers: 6.000 Scheidsrechter: John T. Howcroft |

### Troostfinale
|                        |                         |         |        |                                                            |
| 23 oktober, 1908 12:00 | Nederland               | 2–0     | Zweden | Londen Toeschouwers: 1.000 Scheidsrechter: John H. Pearson |
| 23 oktober, 1908 12:00 | Reeman 6' Snethlage 58' | Verslag |        | Londen Toeschouwers: 1.000 Scheidsrechter: John H. Pearson |

Jack Akkersdijk · 
Reinier Beeuwkes · 
Tok Begeer · 
Kees Bekker · 
Jan van den Berg ·
Willem Boerdam · 
Frans de Bruijn Kops · 
Jan Brutel de la Rivière · 
Vic Gonsalves ·
Wim Groskamp · 
Jur Haak · 
John Heijning ·
Karel Heijting · 
E. Jacobi · 
Jan Kok · 
Bok de Korver · 
Lo La Chapelle ·
Hendrik Linthout · 
Miel Mundt · 
Lou Otten · 
F. G. Pluim · 
Jops Reeman · 
Toine van Renterghem ·
Edu Snethlage · 
Eetje Sol · 
Noud Stempels · 
Jan Thomée · 
S.D.J. Veen · 
H. L. Visman · 
Caius Welcker ·
Coach: Edgar Chadwick
 Parijs 1900 ·
 Saint Louis 1904 ·
 Londen 1908 ·
 Stockholm 1912 ·
 Antwerpen 1920 ·
 Parijs 1924 ·
 Amsterdam 1928 ·
 Berlijn 1936 ·
 Londen 1948 ·
 Helsinki 1952 ·
 Melbourne 1956 ·
 Rome 1960 ·
 Tokio 1964 ·
 Mexico-stad 1968 ·
 München 1972 ·
 Montréal 1976 ·
 Moskou 1980 ·
 Los Angeles 1984 ·
 Seoul 1988 ·
 Barcelona 1992 ·
 Atlanta 1996 ·
 Sydney 2000 ·
 Athene 2004 ·
 Peking 2008 ·
 Londen 2012 ·
 Rio 2016 ·
 Tokio 2020